# 阿卡迪亚专区
阿卡迪亚专区（希臘語：Περιφερειακή ενότητα Αρκαδίας），是希腊伯罗奔尼撒大区的一个专区。首府为特里波利斯。专区面积为4,419平方公里，2011年人口数量为86,685人。名稱來自於阿卡迪亞，伯羅奔尼撒半島中部的遊牧地區。

## 行政
在2011年卡利克拉提斯改革方案中，希腊所有州份被取消。原阿卡迪亚州作为整体设立为阿卡迪亚专区。阿卡迪亚专区下分为5个市镇（括号内为地图中的数字）：
- 戈尔蒂尼亚（3）
- 迈加洛波利斯（5）
- 北基努里亚（2）
- 南基努里亚（4）
- 特里波利斯（1）